# 中加積駅
中加積駅（なかかづみえき）は、富山県滑川市堀江にある、富山地方鉄道本線の駅である。駅番号はT14。

## 歴史
- 1913年（大正2年）6月25日[1]：立山軽便鉄道の滑川駅 - 五百石駅間の開業[2]とともに、堀江駅として開業。
- 1917年（大正6年）6月25日：立山軽便鉄道が立山鉄道に社名を変更[3]。
- 1921年（大正10年）2月20日：中加積駅に改称[4]。
- 1931年（昭和6年）3月20日：富山電気鉄道が立山鉄道を合併[5]。
- 1943年（昭和18年）1月1日：富山県交通大統合に伴い富山地方鉄道が発足[2][5]。同社の本線の駅となる。
- 1965年（昭和40年）
  - 7月30日：駅舎の新築竣功[6]。
  - 8月11日：駅舎新築工事の竣工式[7]。
- 1969年（昭和44年）8月1日：貨物営業を廃止[8]。
- 1997年（平成9年）8月1日：無人駅化[9]。
- 1998年（平成10年）3月30日：ATS設置[10]。
- 2008年（平成20年）9月30日：当駅構内で脱線事故が発生[11][12]。

## 駅構造
相対式ホーム2面2線を持つ地上駅。無人駅である。ホームは構内踏切で結ばれている。

### のりば
| のりば | 路線  | 方向 | 行先                                       |
| ------ | ----- | ---- | ------------------------------------------ |
| 1      | ■本線 | 上り | 上市・寺田・稲荷町・電鉄富山方面           |
| 2      | ■本線 | 下り | 中滑川・電鉄魚津・電鉄黒部・宇奈月温泉方面 |

## 利用状況
「富山県統計年鑑」によると、2019年度の一日平均乗降人員は261人であった。近年の乗降人員は以下の通りである。
| 乗降人員推移 | 乗降人員推移 |
| 年度         | 1日平均人数  |
| ------------ | ------------ |
| 2002年       | 256          |
| 2003年       | 237          |
| 2004年       | 221          |
| 2005年       | 228          |
| 2006年       | 233          |
| 2007年       | 232          |
| 2008年       | 240          |
| 2009年       | 227          |
| 2010年       | 225          |
| 2011年       | 226          |
| 2012年       | 229          |
| 2013年       | 230          |
| 2014年       | 224          |
| 2015年       | 235          |
| 2016年       | 241          |
| 2017年       | 251          |
| 2018年       | 262          |
| 2019年       | 261          |
| 2020年       | 213          |
| 2021年       | 216          |
| 2022年       | 229          |

## 駅周辺
- 滑川運動公園

## 隣の駅
富山地方鉄道
■本線
■アルペン特急
通過
■急行（上りのみ運転）
上市駅 (T12) - 中加積駅 (T14) - 西滑川駅 (T16)
■普通
新宮川駅 (T13) - 中加積駅 (T14) - 西加積駅 (T15)